# کفراج (نهاوند)

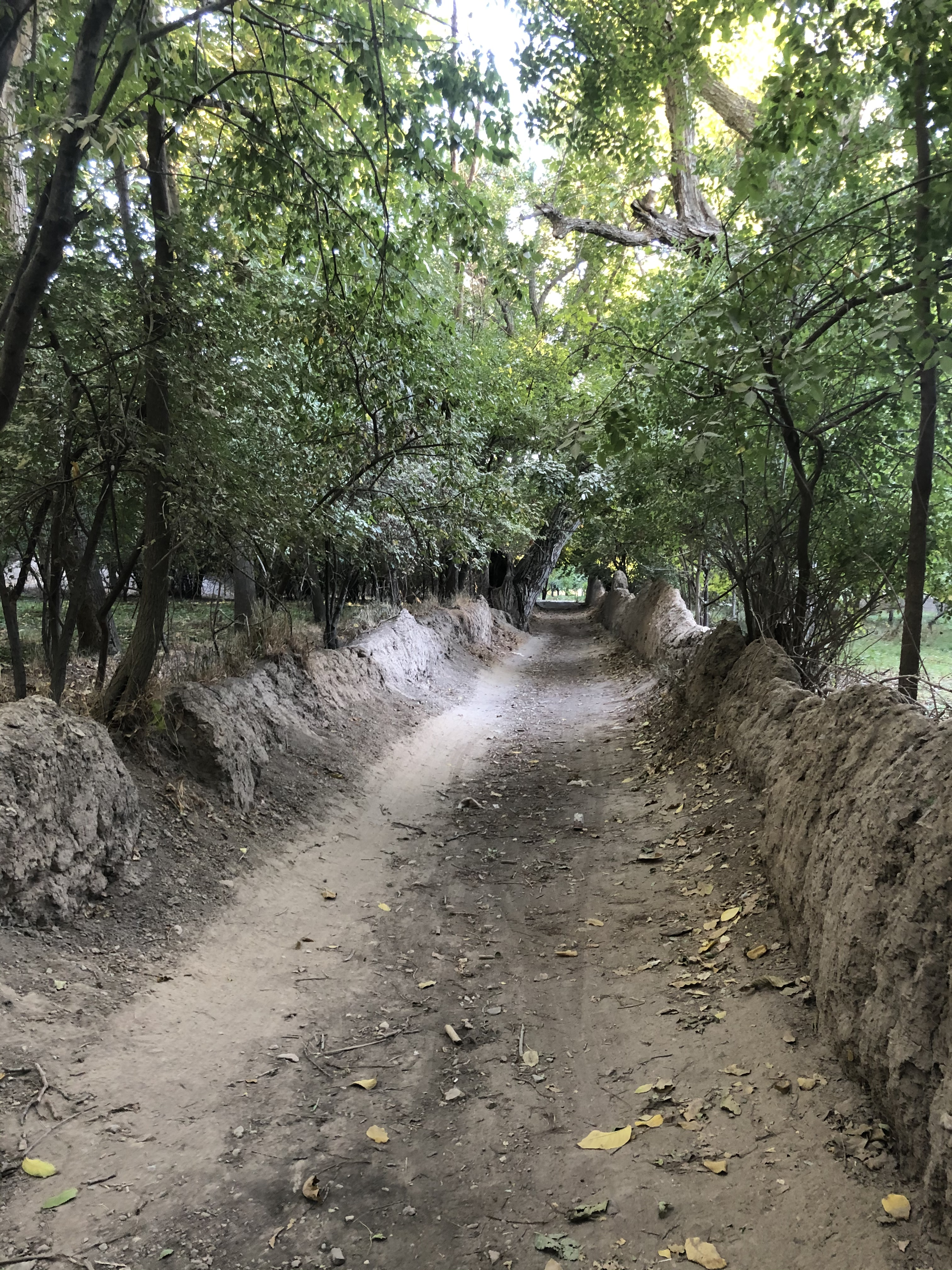

تصویر مقبره باباپیره

کفراج (نهاوند)، روستایی از توابع بخش مرکزی شهرستان نهاوند در استان همدان ایران است. در برخی کتب و نقشه های هوایی از آن با نام کفراش نام می برند و نام خانوادگی برخی بومیان این روستا "کفراشی" می باشد.  نام این روستا ‌در تاریخ 2 اردیبهشت ماه سال 1366 مطابق مصوبه هیأت وزیران از "کفراش" به "کفراج" تغییر کرد و همچنین مطابق مصوبه هیئت وزیران در تاریخ 21 اسفند1379 روستای «حاجی آباد کفراج» با «کفراج» ادغام گردید.
این روستا در 3 کیلومتری «شهرستان نهاوند» قرار دارد، رو به روي روستای کفراج، روستاي "قشلاق باباپیره" قرار دارد که بالاي سر آن در حاشیه ی شمالی قشلاق و در دامنه ي کوه، مقبره ي سردار معروف عرب در جنگ اعراب و ایران "نعمان بن مقرّن" است که به دست سرداران ایرانی به قتل رسیده و اکنون به «باباپیره» معروف است، بسیاری این مکان را طی سالیان سال به عنوان مکانی زیارتی می دانستند. (این آرامگاه در تاریخ ۲۵ اسفند ۱۳۸۰ با شمارهٔ ثبت ۵۰۳۷ به‌عنوان یکی از آثار ملی ایران به ثبت رسیده است).
از پیشینه نام این روستا اطلاعات دقیقی در دسترس نمی باشد اما به عقیده عده ای از پیشینیان، واژه کفراج از دو جزء کف و راج تشکیل شده است که کف به معنی سطح و راج همان درخت راش می باشد و مفهوم کلی آن، منطقه ای که پوشیده از درختان راج (راش) است. چنانکه منطقه کفراج نهاوند از لحاظ داشتن درختان راج (راش) منطقه ای غنی محسوب می شود. این روستا مطابق مصوبه هیئت وزیران در تاریخ 21 اسفند1379 از ادغام دو روستای کفراج و حاجی آباد کفراج نام گذاری جدید شد.  

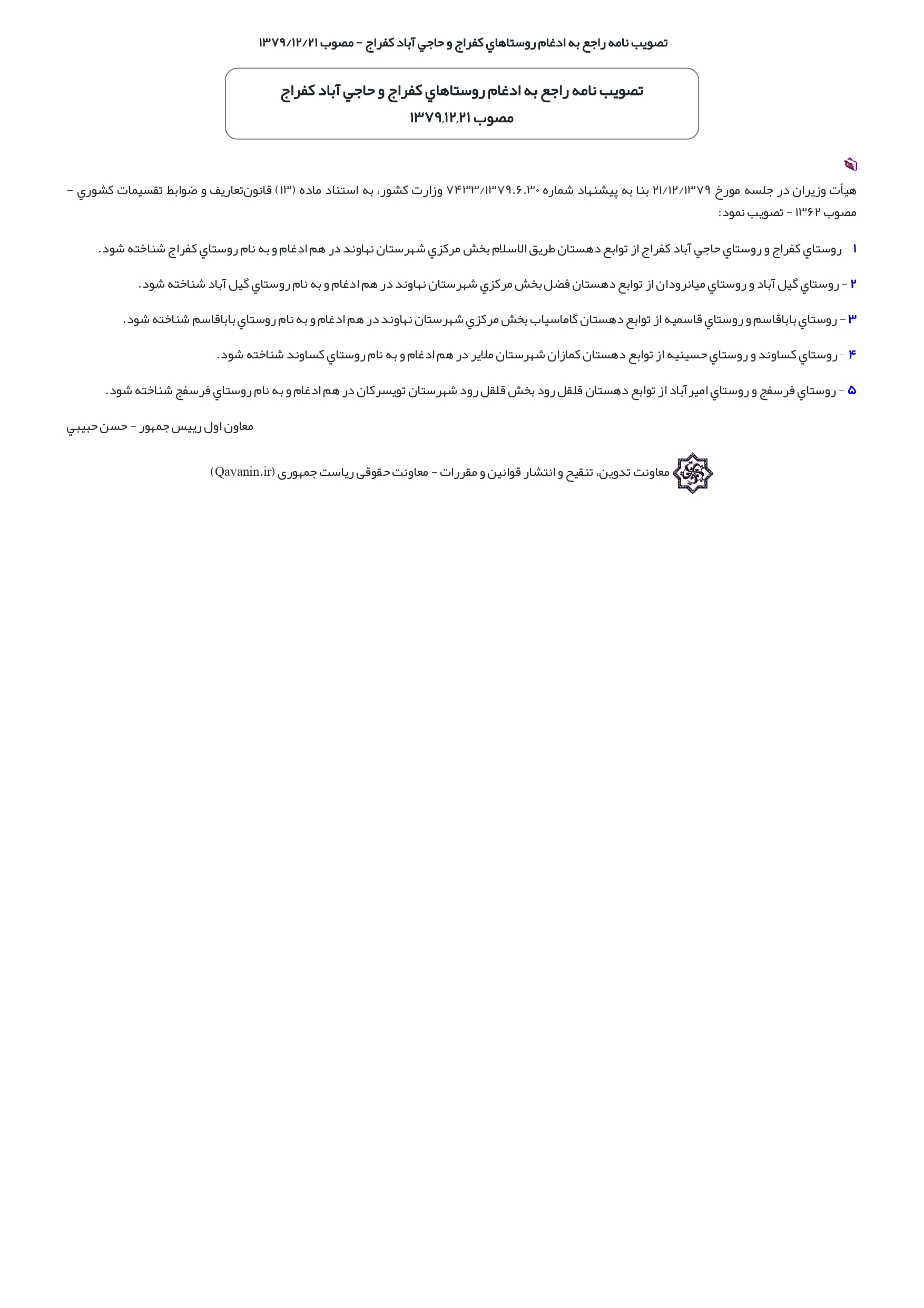

در سال های اخیر، خاک حاصلخیز و نزدیکی این روستا به شهرستان نهاوند و آب و هوای خوب این روستا، موجب گردیده مسافران و ساکنان جدید زیادی به این روستا جذب شوند.
شغل برخی از اهالی روستای کفراج مانند مابقی روستائیان، کشاورزی است. کشت زراعی آن ها اغلب گندم و در باغات محصولاتی نظیر هلو، انگور، گردو، سیب و ... می کارند.

## امکانات روستا

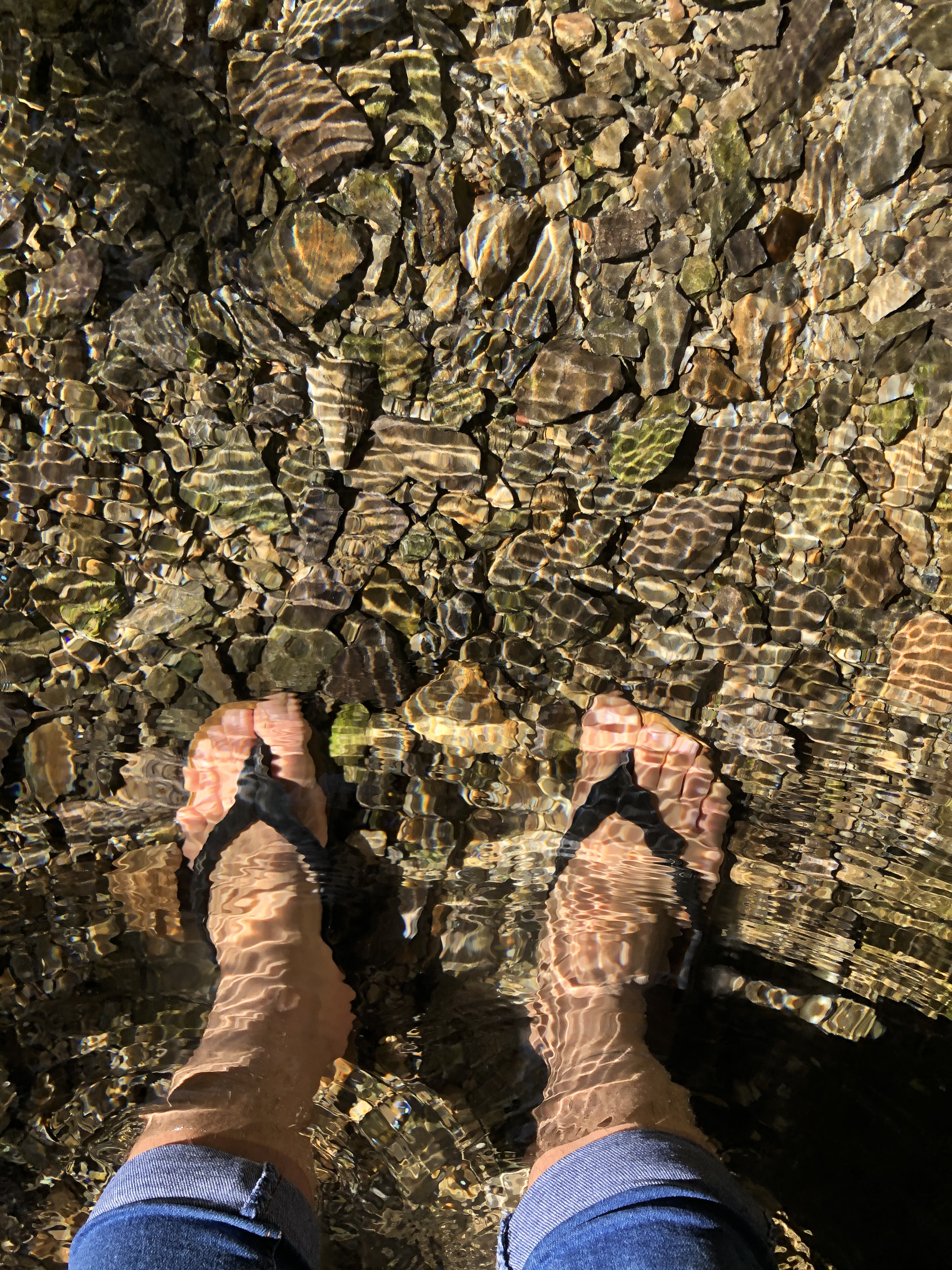

| امکانات                      | دارد | ندارد |
| زمین ورزشی                   |      | ■     |
| سالن ورزشی                   |      | ■     |
| مسجد                         | ■    |       |
| امام زاده                    |      | ■     |
| شبکه سراسری برق              | ■    |       |
| موتور برق دیزلی              |      | ■     |
| انرژی نو (خورشیدی ، بادی و…) |      | ■     |
| گاز لوله کشی                 | ■    |       |
| آب لوله کشی                  | ■    |       |
| حمام عمومی                   | ■    |       |
| دسترسی عمومی به اینترنت      | ■    |       |
| دسترسی به وسیله نقلیه عمومی  | ■    |       |
| بقالی                        | ■    |       |
| نانوایی                      | ■    |       |
| دستگاه عابر بانک             | ■    |       |
| بانک                         |      | ■     |
| کافی نت                      | ■    |       |
| خانه بهداشت                  | ■    |       |

## جمعیت
این روستا در دهستان طریق الاسلام قرار دارد و براساس سرشماری مرکز آمار ایران در سال ۱۳۹۵، جمعیت آن ۱۳۳۷ نفر (۴۵۷خانوار) بوده‌است.